# 동암남로

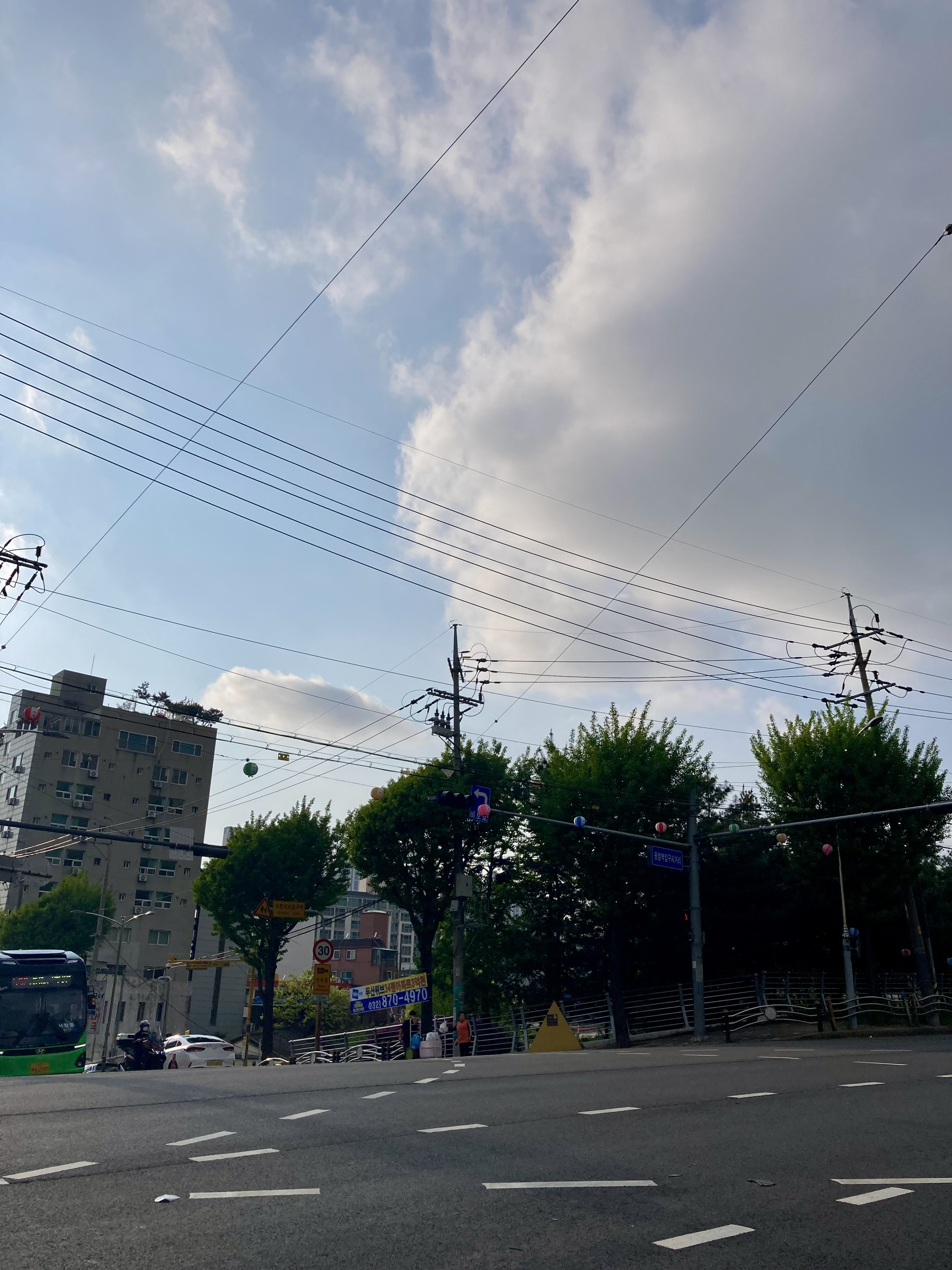
동암남로(동암역입구사거리)

동암남로는 인천광역시 부평구 십정동에 위치한 도로이다. 0.4km(414m)의 비교적 짧은 도로이며, 인근에 동암역이 존재한다.
서울지하철 1호선인 동암역 1번 출입구(남광장이라 보통 호칭)에서 나와서 정면방향의 도로로 소상공인 상권지가 유지되고 있는 지역이다. 
십정동을 횡방향으로 이동하는 도로이고, 경인로의 언덕부근까지 이어지는 길을 시내버스 노선들이 동암남로의 버스정류장을 공유하며 이동하는 짧지만 이용이 많은 도로이다.

## 개요
동암남로는 십정동 519-1을 기점으로 십정동 476-1을 종점으로 한 도로이며, 2009년 10월 19일에 고시 및 효력이 발생하여 동암남로로 명칭이 명명 되었다. 동암역의 남광장 측면의 도로라하여, 동암역의 동암과 남광장의 남쪽을 빌려와 제정 되었다 한다.
아트센터로에서 갈라지면서, 동암역을 기준으로 도로명이 변화된다 볼 수 있다. 이후 경인로와 맞닿는 동암역입구사거리에서 분기 된다. 경인로와 맞닿는도로는 경사가 있는편이며, 이후 인천동암초등학교, 인천교통공사 건물이 존재한다.

## 사진

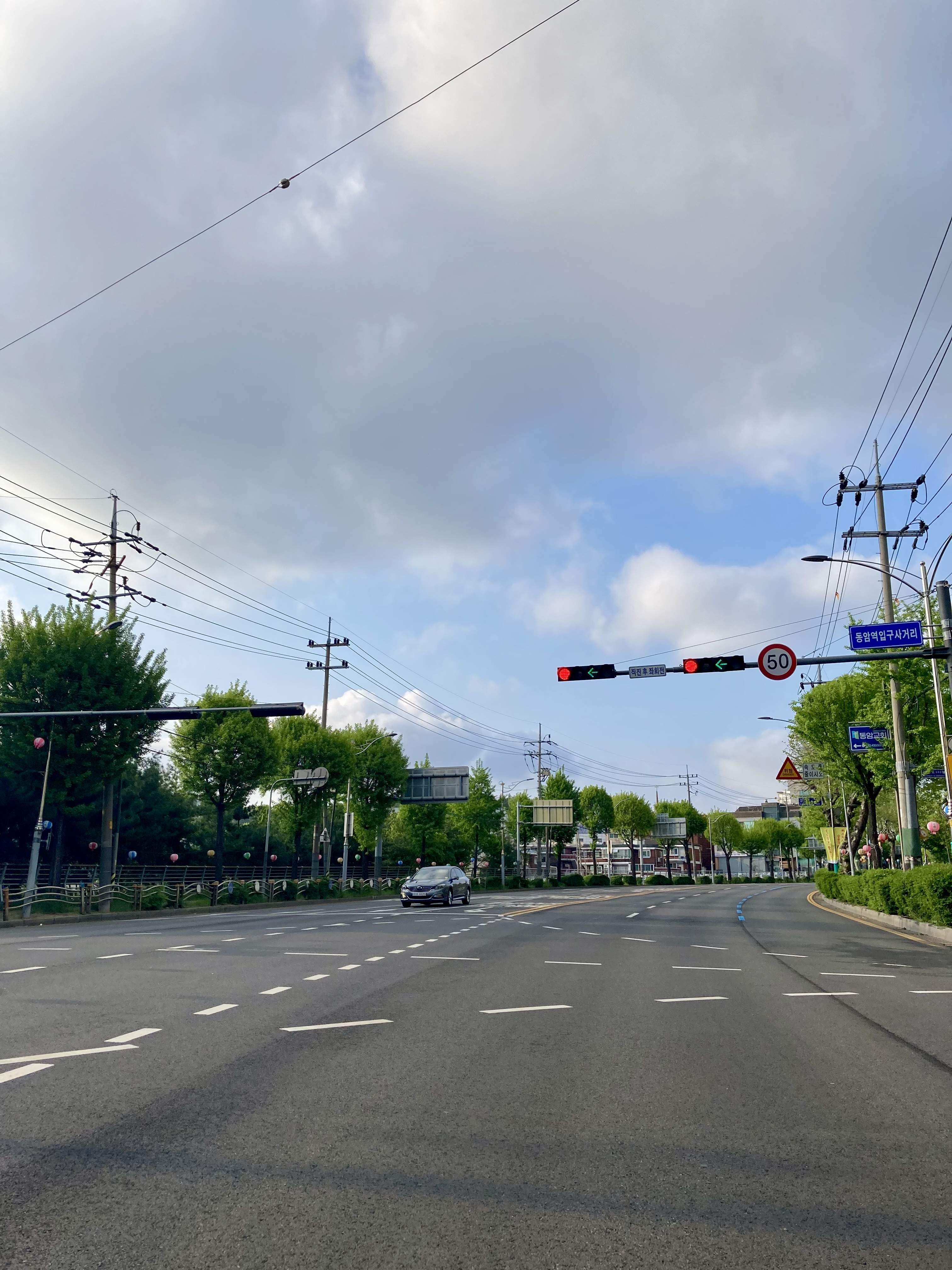
경인로 교차하는 동암역입구사거리
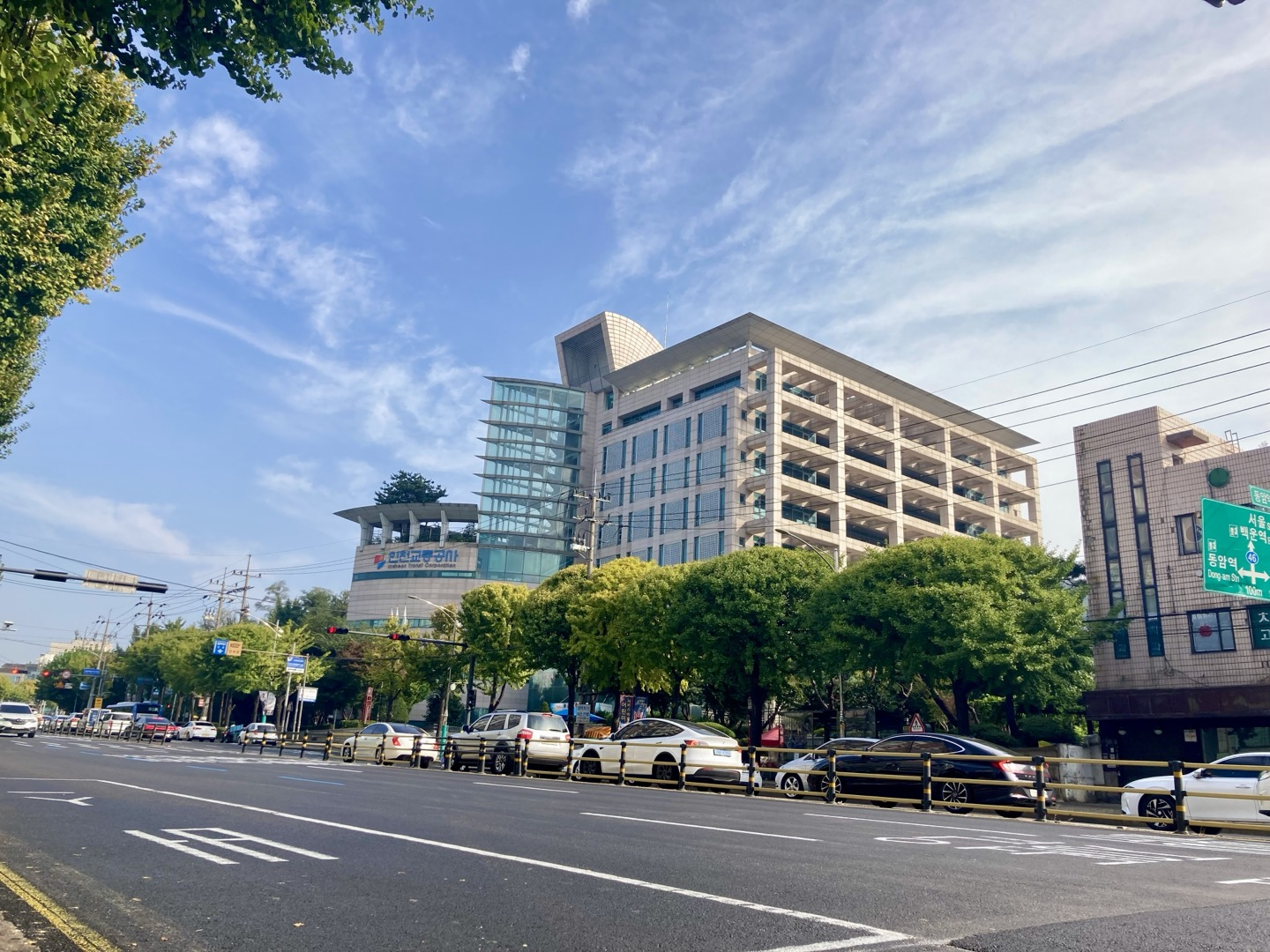
인천교통공사

## 가지번호 도로
동암남로는 0.4km의 짧은 길이를 가지지만 가지 번호 도로가 매우 많다. 동암남로3번길, 동암남로7번길, 동암남로8번길, 동암남로13번길, 동암남로19번길, 동암남로20번길, 동암남로26번길, 동암남로27번길, 동암남로34번길, 동암남로35번길이 있다. 짧지만 가지가 우거진 통나무 같은 도로이다.

## 연결 도로
- 아트센터로
- 경인로

## 주요 건물
- 인천동암초등학교
- 인천교통공사